# Eudorylas montanus
Eudorylas montanus är en tvåvingeart som först beskrevs av de Meijere 1914.  Eudorylas montanus ingår i släktet Eudorylas och familjen ögonflugor. Inga underarter finns listade i Catalogue of Life.